# Кривоносове (Кам'янський район)
Кривоно́сове — село в Україні, у Кам'янському районі Дніпропетровської області. Населення за переписом 2001 року становило 71 особу. Входить до складу Верхньодніпровської міської громади.

## Географія
Село Кривоносове знаходиться на відстані 1 км від села Солов'ївка.

## Населення

### Мова
Розподіл населення за рідною мовою за даними перепису 2001 року:
| Мова       | Відсоток |
| ---------- | -------- |
| українська | 91,5 %   |
| російська  | 7 %      |
| білоруська | 1,5 %    |